# Ротцо
Ротцо (итал. Rotzo) је насеље у Италији у округу Виченца, региону Венето.
Према процени из 2011. у насељу је живело 503 становника. Насеље се налази на надморској висини од 920 м.

## Становништво
Према резултатима пописа становништва 2011. у општини је живело 638 становника.
| 1931. | 1936. | 1951. | 1961. | 1971. | 1981. | 1991. | 2001. | 2011. |
| ----- | ----- | ----- | ----- | ----- | ----- | ----- | ----- | ----- |
| 1.102 | 967   | 905   | 789   | 637   | 568   | 600   | 570   | 638   |